# Ramunia Dua
Ramunia Dua is een bestuurslaag in het regentschap Deli Serdang van de provincie Noord-Sumatra, Indonesië. Ramunia Dua telt 2257 inwoners (volkstelling 2010).